# 삼일대로
삼일대로(三一大路, Samil-daero)는 서울특별시 용산구 한남동 726-110에서 종로구 재동 99-1까지를 잇는 왕복 6 ~ 8차선의 도로다. 도로명은 3·1 운동을 기념하기 위해 1966년 11월 26일에 삼일로로 붙여졌으며, 2010년 4월 22일에 남산1호터널 구간을 편입함과 동시에 현재의 도로명으로 바뀌었다.
버스 중앙 전용차로제가 종로2가에서 퇴계로2가까지 시행되고 있다. 남산1호터널을 지나 도심으로 오는 버스가 거의 대부분 삼일대로를 지나가기 때문에 통행량이 많다.

## 연혁
- 1966년 11월 26일 : ‘충무로2가(중구 충무로2가 53-8)~중앙극장~안국동로타리(종로구 견지동 7)’ 구간을 삼일로(三一路)로 지정[1]
- 1967년 3월 8일 : 충무로2가~청계천2가 간 폭 40 m의 도로 착공[2]
- 1967년 4월 17일 : 충무로2가~청계천2가 간 도로 개통[3]
- 2010년 4월 22일 : 2개 이상 자치구에 걸쳐 있는 도로로 삼일대로를 고시[4]

## 주요 경유지
서울특별시
- 용산구 (한남동)
- 중구 (장충동2가 - 예장동 - 주자동 - 충무로2가 - 명동2가 - 저동1가 - 을지로2가 - 장교동)
- 종로구 (관철동 - 종로2가 - 낙원동 - 경운동)

## 노선
- 표기한 서울특별시도는 관리용이다.
- 연한 파란색(■): 서울특별시도 제27호선 구간

| 교차로 · 교량 · 터널                  | 접속 노선                             | 소재지                                | 소재지                                    | 비고                                  |
| 서울특별시도 제27호선 한남대로와 직결 | 서울특별시도 제27호선 한남대로와 직결 | 서울특별시도 제27호선 한남대로와 직결 | 서울특별시도 제27호선 한남대로와 직결     | 서울특별시도 제27호선 한남대로와 직결 |
| ------------------------------------- | ------------------------------------- | ------------------------------------- | ----------------------------------------- | ------------------------------------- |
| 한남1고가차도 (이태원로)              | 서울특별시도 제27호선 한남대로        | 용산구                                | 한남동                                    | 육교                                  |
| 남산1호터널 (남산)                    |                                       | 용산구                                | 한남동                                    |                                       |
| 중구                                  | 장충동                                |                                       |                                           |                                       |
| 중구                                  | 필동                                  |                                       |                                           |                                       |
| 중구                                  | 남산1호터널요금소                     |                                       |                                           |                                       |
| 중구                                  | 남산IC교 (퇴계로26길)                 |                                       | 육교                                      |                                       |
| 중구                                  | 퇴계로2가                             | 서울특별시도 제C1호선 퇴계로          |                                           |                                       |
| 중구                                  | 퇴계로2가                             | 서울특별시도 제2209호선 소파로        |                                           |                                       |
| 중구                                  | 퇴계로2가                             | 삼일대로2길                           |                                           |                                       |
| 중구                                  | 명동성당                              | 서울특별시도 제2709호선 마른내로      | 명동                                      |                                       |
| 중구                                  | 명동성당                              | 명동길                                | 명동                                      |                                       |
| 중구                                  | 을지로2가                             | 서울특별시도 제49호선 을지로          | 명동                                      |                                       |
| 중구                                  | 청계2가                               | 서울특별시도 제50호선 청계천로        | 명동                                      |                                       |
| 중구                                  | 삼일교 (청계천)                       |                                       | 명동                                      |                                       |
| 종로구                                | 종로1.2.3.4가동                       |                                       |                                           |                                       |
| 종로구                                | 종로1.2.3.4가동                       | 청계2가                               | 서울특별시도 제50호선 청계천로            |                                       |
| 종로구                                | 종로1.2.3.4가동                       | 종로2가                               | 국도 제6호선 · 서울특별시도 제51호선 종로 |                                       |
| 종로구                                | 종로1.2.3.4가동                       |                                       | 서울특별시도 제2705호선 수표로            | 교차로 이름 없음                      |
| 종로구                                | 종로1.2.3.4가동                       | 인사동길                              |                                           | 교차로 이름 없음                      |
| 종로구                                | 종로1.2.3.4가동                       | 삼일대로30길                          |                                           | 교차로 이름 없음                      |
| 종로구                                | 종로1.2.3.4가동                       | 인사동4길                             |                                           | 교차로 이름 없음                      |
| 종로구                                | 종로1.2.3.4가동                       | 안국역                                | 서울특별시도 제C1호선 율곡로              |                                       |
| 종로구                                | 종로1.2.3.4가동                       | 안국역                                | 북촌로                                    |                                       |
| 북촌로와 직결                         |                                       |                                       |                                           |                                       |

## 부속도로
- ● : 전 구간 해당
- ▲ : 일부 구간 해당
- ✖ : 해당 없음

| 도로명         | 기점              | 종점            | 총연장 (m) | 차량 통행 가능 | 일방통행 | 소재지 | 소재지          |
| -------------- | ----------------- | --------------- | ---------- | -------------- | -------- | ------ | --------------- |
| 삼일대로2길    | 예장동 산3-25     | 주자동 17-12    | 492        | ●              | ▲        | 중구   | 필동            |
| 삼일대로4길    | 충무로2가 50-10   | 충무로2가 50-2  | 133        | ●              | ●        | 중구   | 명동            |
| 삼일대로6길    | 충무로2가 49-12   | 충무로2가 49-6  | 129        | ●              | ●        | 중구   | 명동            |
| 삼일대로8길    | 충무로2가 48-6    | 충무로2가 48-1  | 134        | ●              | ●        | 중구   | 명동            |
| 삼일대로9길    | 저동1가 28-8      | 명동2가 1-6     | 231        | ✖              | ✖        | 중구   | 명동            |
| 삼일대로10길   | 을지로2가 148-112 | 을지로2가 127-1 | 225        | ●              | ●        | 중구   | 명동            |
| 삼일대로12길   | 을지로2가 88-7    | 을지로2가 101-1 | 190        | ●              | ●        | 중구   | 명동            |
| 삼일대로13길   | 장교동 1          | 을지로2가 11    | 273        | ●              | ✖        | 중구   | 명동            |
| 삼일대로15길   | 관철동 13-14      | 관철동 13-22    | 170        | ▲              | ●        | 종로구 | 종로1.2.3.4가동 |
| 삼일대로17길   | 관철동 13-14      | 관철동 13-22    | 286        | ▲              | ✖        | 종로구 | 종로1.2.3.4가동 |
| 삼일대로19길   | 관철동 13-14      | 관철동 13-22    | 171        | ●              | ●        | 종로구 | 종로1.2.3.4가동 |
| 삼일대로20길   | 관철동 13-14      | 관수동 137-1    | 159        | ●              | ●        | 종로구 | 종로1.2.3.4가동 |
| 삼일대로26길   | 낙원동 255-1      | 익선동 166-2    | 169        | ✖              | ✖        | 종로구 | 종로1.2.3.4가동 |
| 삼일대로28길   | 낙원동 275        | 익선동 131-1    | 186        | ●              | ✖        | 종로구 | 종로1.2.3.4가동 |
| 삼일대로30길   | 낙원동 277-1      | 와룡동 75-4     | 316        | ●              | ✖        | 종로구 | 종로1.2.3.4가동 |
| 삼일대로32길   | 경운동 72         | 와룡동 75-4     | 344        | ●              | ✖        | 종로구 | 종로1.2.3.4가동 |
| 삼일대로32가길 | 운니동 65-4       | 익선동 55-6     | 265        | ▲              | ✖        | 종로구 | 종로1.2.3.4가동 |

## 주요 건물 및 시설
- 서울특별시청 남산제1청사 (서울특별시 중구 삼일대로 231)
- 몰타 명예영사관 (서울특별시 중구 삼일대로 299)
- 가톨릭평화방송 (서울특별시 중구 삼일대로 330)
- 서울지방국세청 남대문세무서 (서울특별시 중구 삼일대로 340)
- 국가인권위원회 (서울특별시 중구 삼일대로 340)
- 서울지방고용노동청 (서울특별시 중구 삼일대로 363)
- 서울종로경찰서 관수파출소 (서울특별시 종로구 삼일대로 386)
- 낙원상가 (서울특별시 종로구 삼일대로 428)
- 서울교동초등학교 (서울특별시 종로구 삼일대로 446)
- 서울경운학교 (서울특별시 종로구 삼일대로 454)
- 천도교 중앙대교당 (서울특별시 종로구 삼일대로 457)
- 운현초등학교 (서울특별시 종로구 삼일대로 460)
- 덕성여자대학교 교육대학원 (서울특별시 종로구 삼일대로 460)
- 열린사이버대학교 (서울특별시 종로구 삼일대로 461)
- 대한불교조계종 불교문화재연구소 (서울특별시 종로구 삼일대로 461)
- 운현궁 (서울특별시 종로구 삼일대로 464)
- 서울중앙우체국 서울충무로2가우체국 (서울특별시 중구 삼일대로6길 5)
- 서울지방국세청 종로세무서 (서울특별시 종로구 삼일대로30길 22)